# Namamantis nigropunctata
Namamantis nigropunctata es una especie de mantis de la familia Mantidae.

## Distribución geográfica
Se encuentra en la Provincia del Cabo (Sudáfrica).